# Крюкова, Яна Евгеньевна
Яна Евгеньевна Крюкова (Дибрина) (род. 5 августа 1993) — украинская, позже российская дзюдоистка, призёр чемпионатов Украины и России по дзюдо, мастер спорта России международного класса. Проживает в Тюмени. Представляет спортивный клуб «Динамо» (Тюмень). Выступает в средней весовой категории (до 70 кг). Её тренерами были Татьяна Беляева и Д. А. Волович.

## Спортивные результаты
- Первенство Украины по дзюдо среди кадетов 2008 года — ;
- Первенство Украины по дзюдо среди юниоров 2011 года — ;
- Первенство Украины по дзюдо среди юниоров 2012 года — ;
- Первенство Украины по дзюдо среди юниоров 2013 года — ;
- Первенство Украины по дзюдо среди молодёжи 2010 года — ;
- Первенство Украины по дзюдо среди молодёжи 2013 года — ;
- Чемпионат Украины по дзюдо 2013 года — ;
- Чемпионат России по дзюдо 2015 года — ;
- Первенство России по дзюдо среди молодёжи 2015 года — ;
- Чемпионат России по дзюдо 2016 года — ;